# Florentine (gebak)
Een Florentine of Florentiner is een rond koekje, dat gemaakt wordt van  honing, amandelen, sinaasappels en chocolade, zonder meel als bindmiddel. Het is in veel landen bekend. Hoewel de naam een Italiaanse oorsprong laat vermoeden, komt het uit de Franse en / of Zuid-Duitse keuken.

## Oorsprong en geschiedenis
De eerste recepten voor dit gebak stammen uit Frankrijk uit de 17e eeuw en uit Zuid-Duitsland, waar het traditioneel rond de kerst gegeten wordt.
In de loop van de eeuwen zijn door verschillende banketbakkers diverse recepten ontwikkeld, waaronder versies met noten, gekonfijt fruit (vooral van orangeade en sukade), honing en chocolade.

Internationale varianten
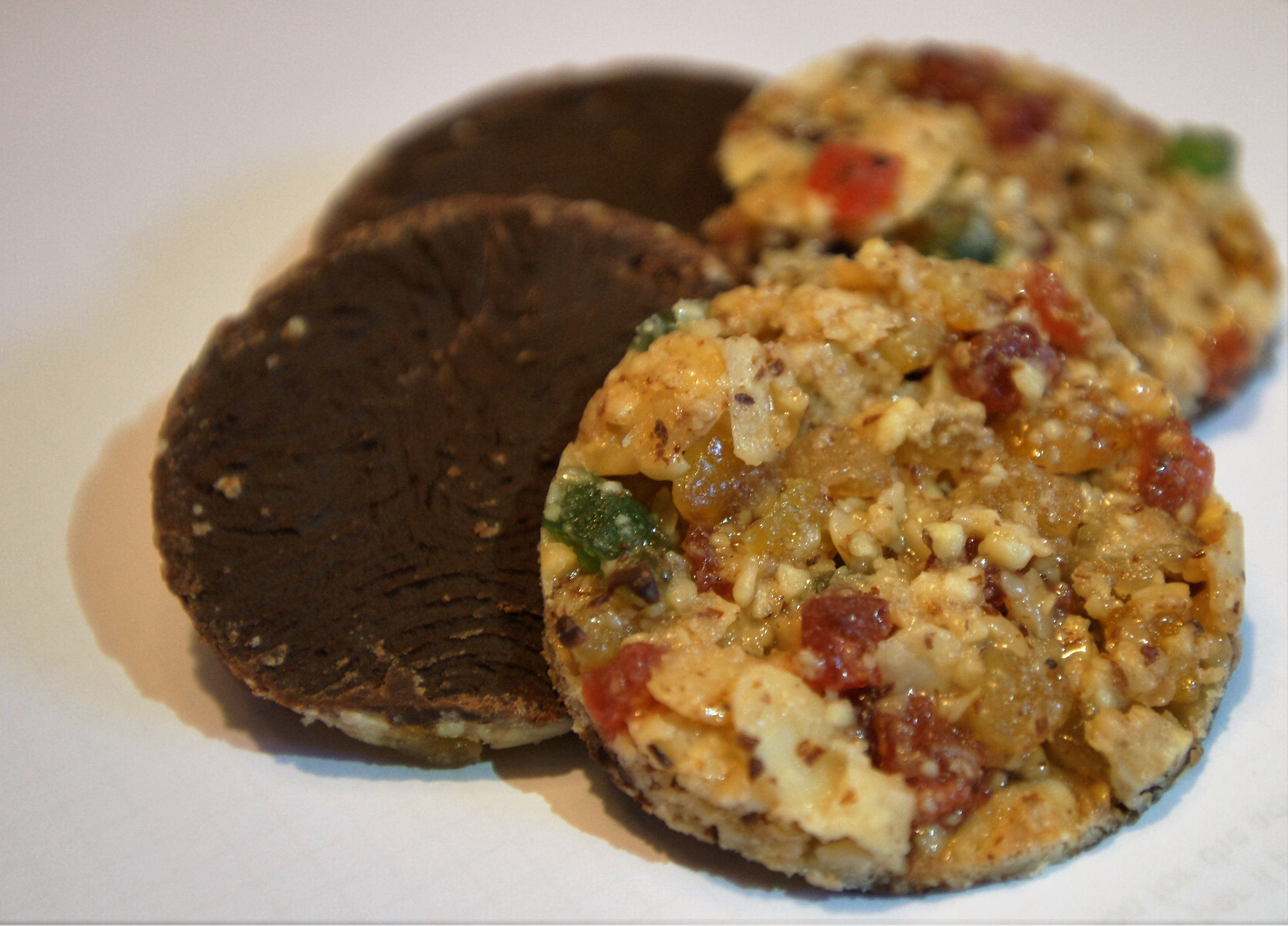
Franse vorm
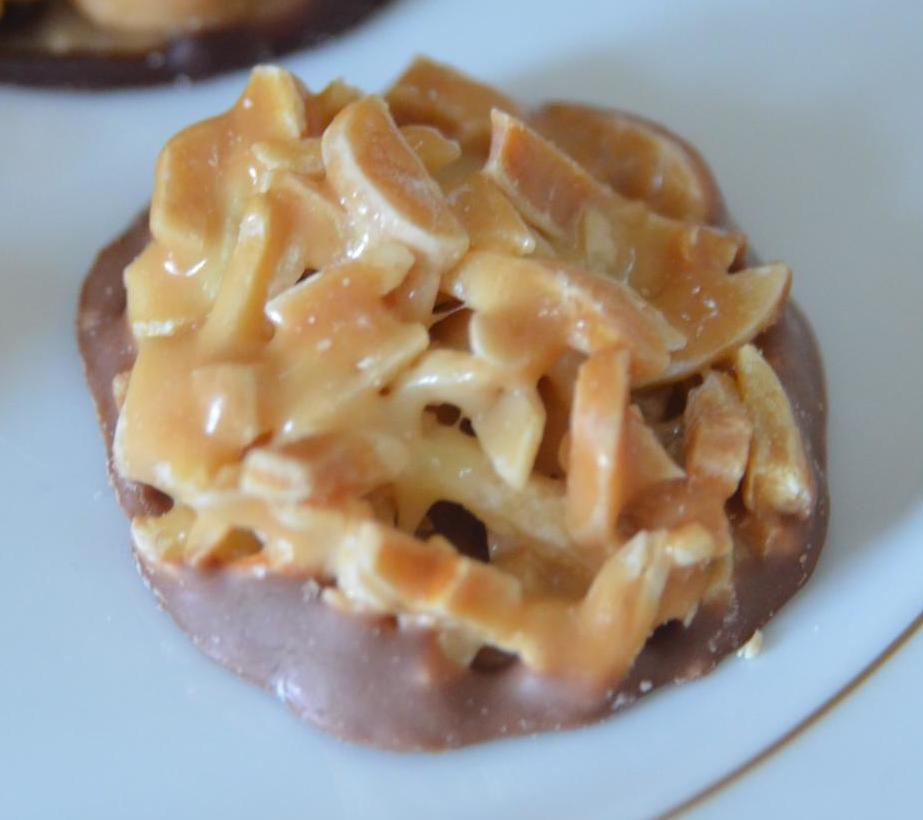
Duitse vorm
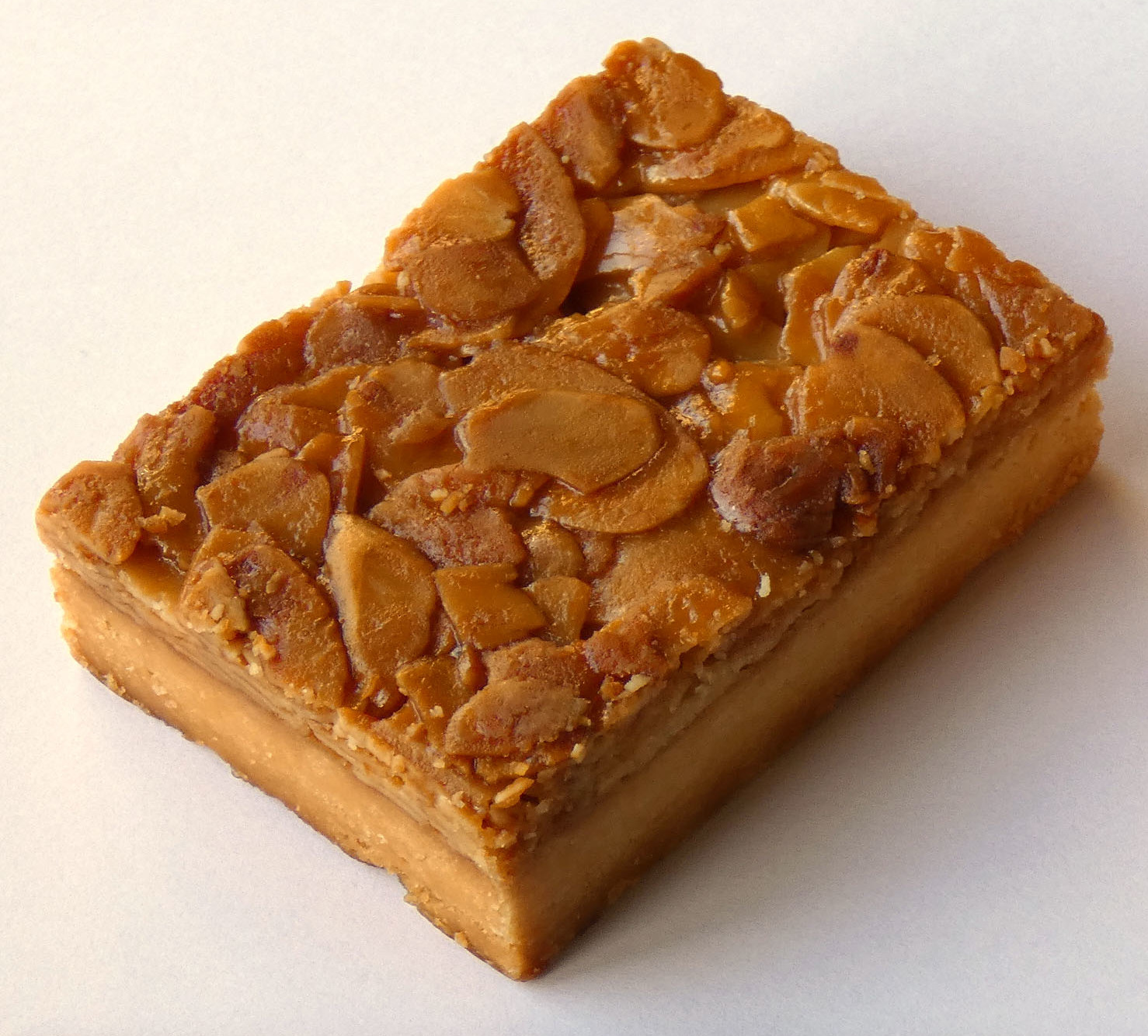
Japanse vorm
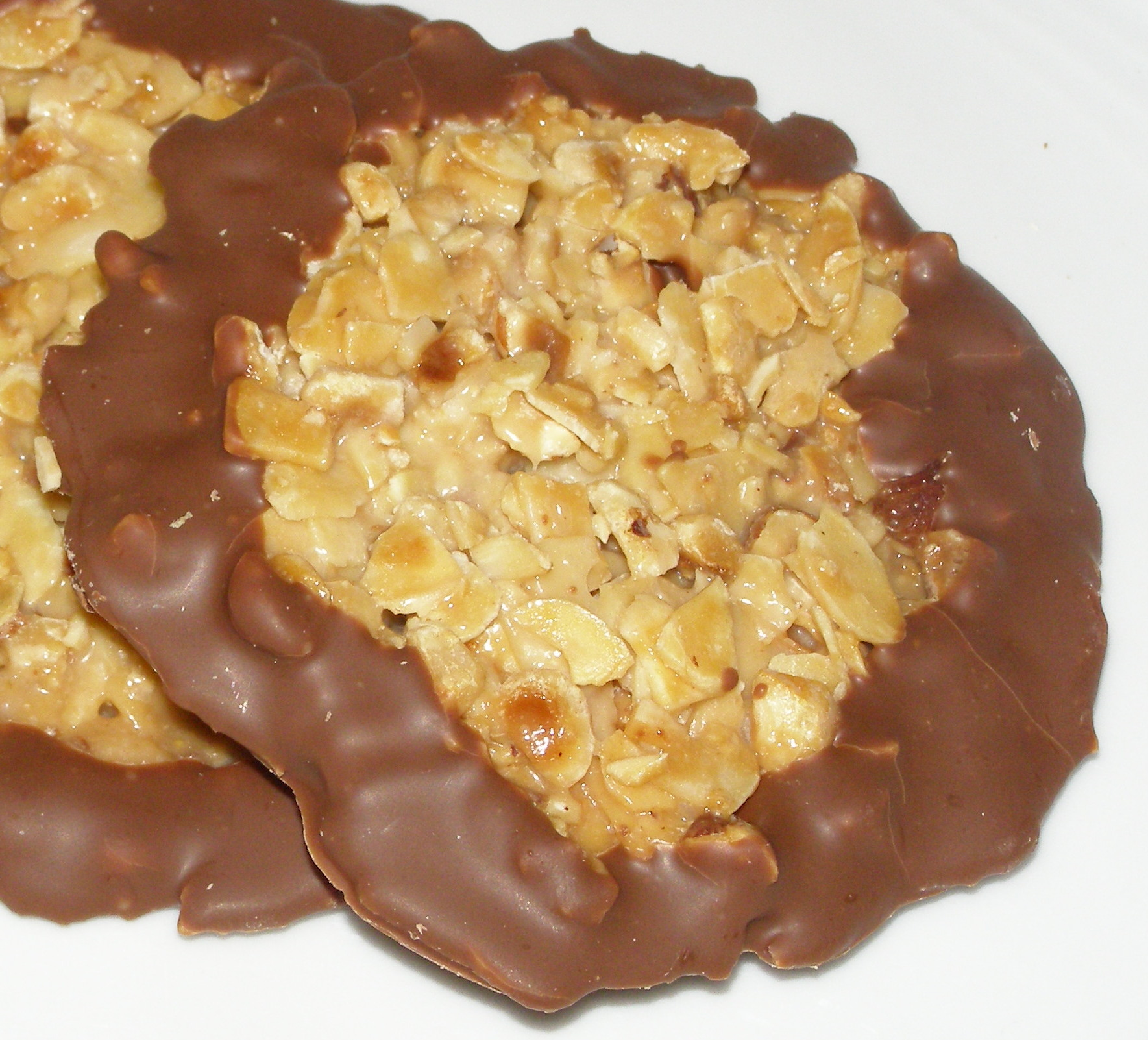
Duits supermarktproduct